# Podocarpus drouynianus
Podocarpus drouynianus — вид хвойних рослин родини подокарпових.

## Поширення, екологія
Країни поширення: Австралія (Західна Австралія). Це багатостовбурний підлісковий чагарник висотою 1–3 м, що росте в лісах на південному заході Австралії.  Зазвичай росте на нижніх схилах або в низовинах поблизу річок. Він виживає і регенерує після пожеж і здатний відновити себе в порушених районах.

## Використання
Використання не було записане для цього виду.

## Загрози та охорона
Його загальний діапазон поширення був знижений до деякої міри в результаті минулої діяльності, такої як перетворення лісів на пасовища і заміна рідних лісів екзотикою. В даний час ніяких конкретних загроз не відомо для цього виду. Вид записаний у численних захищених областях в усьому ареалі.